# ستان لان
ستان لان (بالإنجليزية: Stan Lane)‏ هو مصارع محترف أمريكي، ولد في 5 أغسطس 1953 في غرينزبورو في الولايات المتحدة.

## وصلات خارجية
- ستان لان على موقع WrestlingData.com (الإنجليزية)
- ستان لان على موقع CageMatch worker (الإنجليزية)
- ستان لان على موقع قاعدة بيانات المصارعة على الإنترنت (الإنجليزية)
- ستان لان على موقع عالم المصارعة على الإنترنت (الإنجليزية)
- ستان لان على موقع عالم المصارعة على الإنترنت (الإنجليزية)
- ستان لان على موقع IMDb (الإنجليزية)
- ستان لان على موقع قاعدة بيانات الفيلم (الإنجليزية)